# ミラン・アレクシッチ (サッカー選手)
ミラン・アレクシッチ（セルビア語: Милан Алексић, ラテン文字転写: Milan Aleksić、2005年8月30日 - ）は、セルビアのサッカー選手。ポジションはミッドフィールダー。

## 経歴
2024年8月30日、サンダーランドAFCと1年延長オプションつきの4年契約を締結した。